# Пегас (ракета-носій)

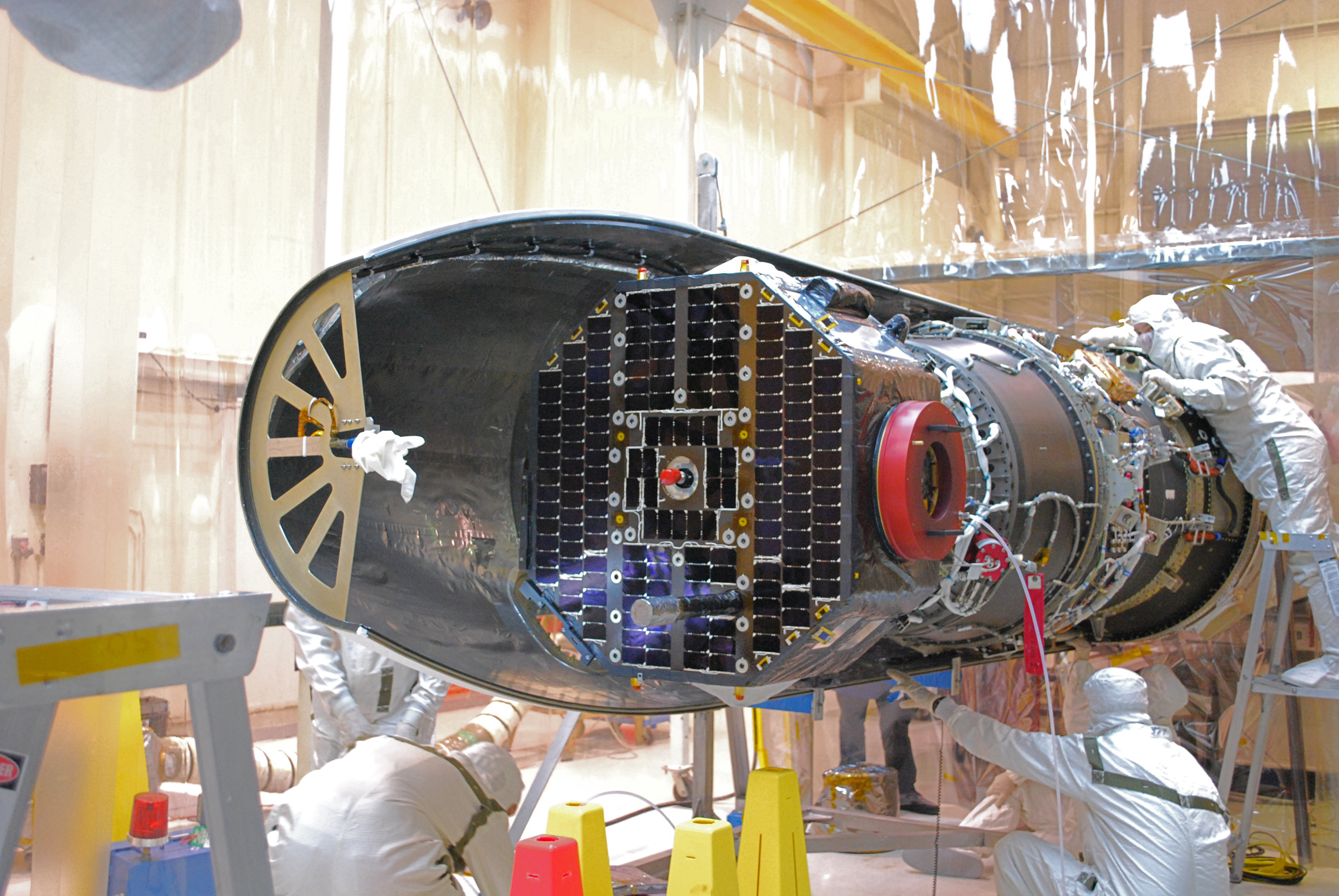
Pegasus XL зі знятим обтікачем КВ видно вантажний відсік та супутник IBEX

«Пегас» (Пегасус, Pegasus) — американська космічна крилата ракета, ракета-носій легкого класу з можливістю виводу на низьку навколоземну орбіту корисного вантажу (КВ) масою до 450 кг. Космічний носій, який запускається шляхом повітряного старту.

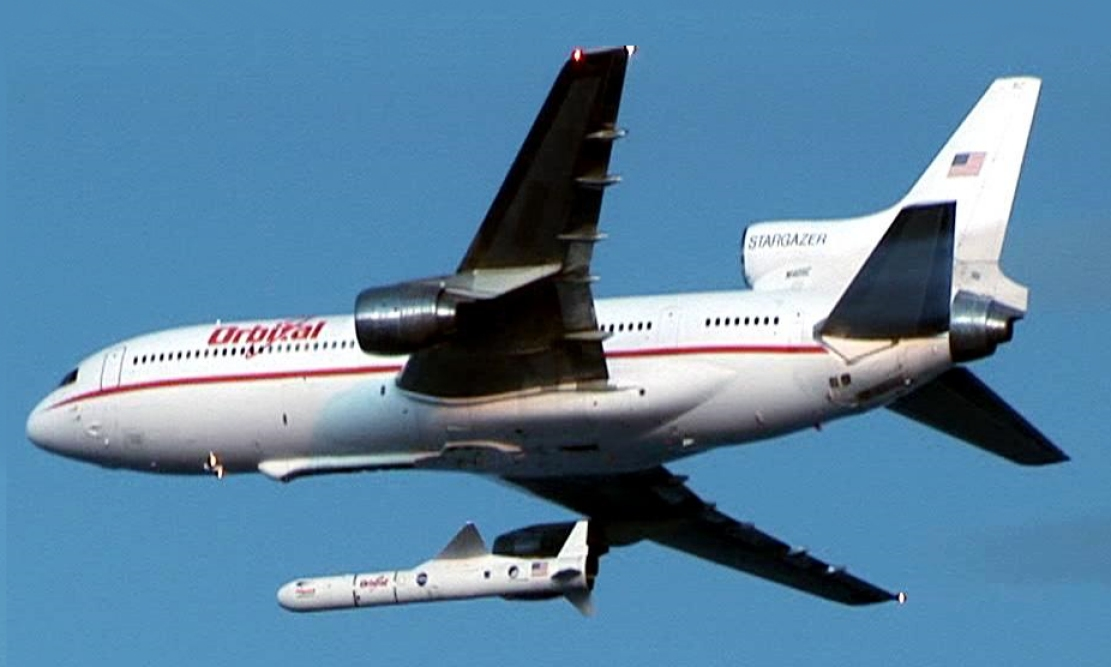
Літак-носій Lockheed L-1011 Stargazer компанії Orbital запускає Pegasus з трьома супутниками Space Technology 5 2006

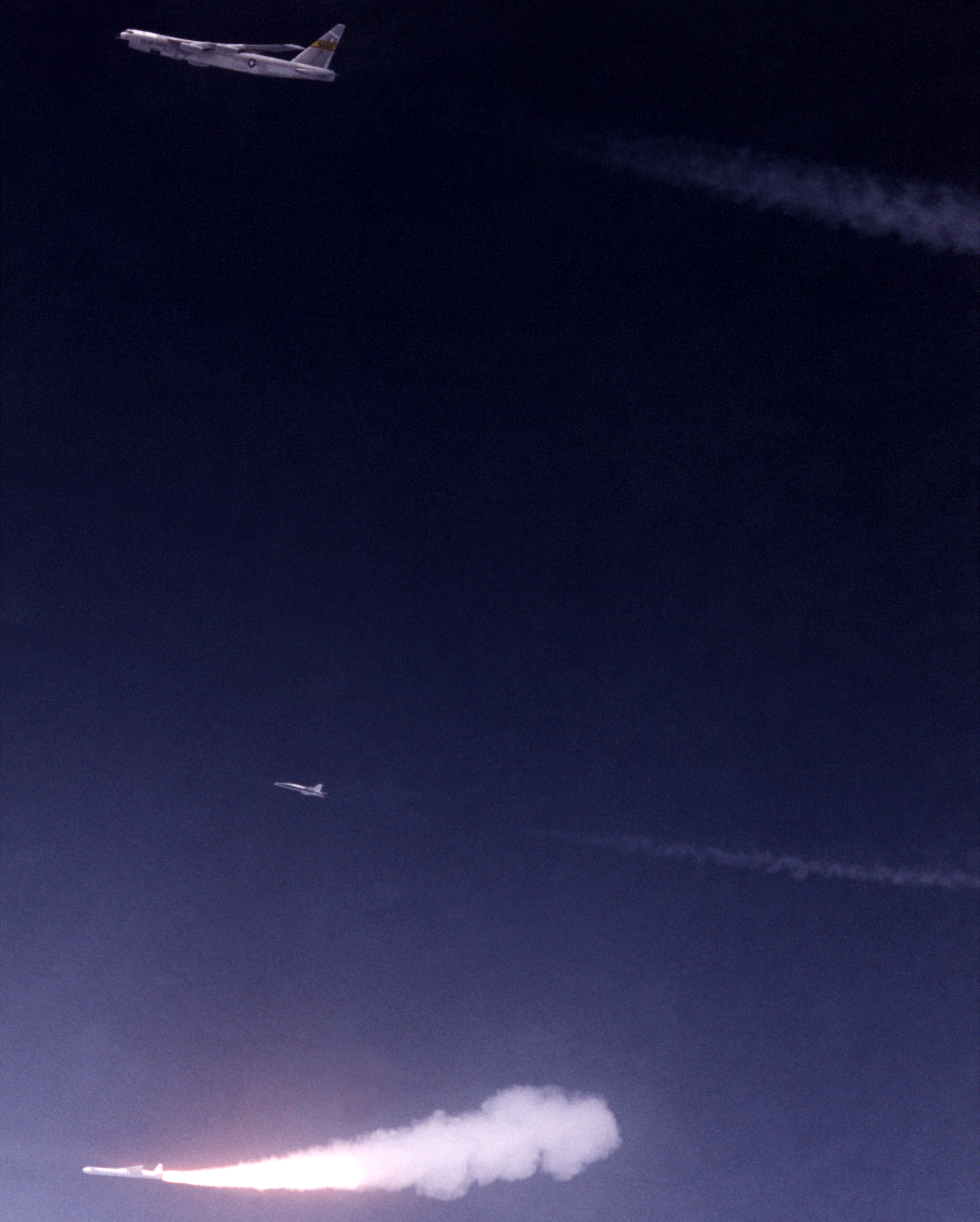
Двигун Pegasus включається після відстикування від літака-носія B-52 Stratofortress, 1991

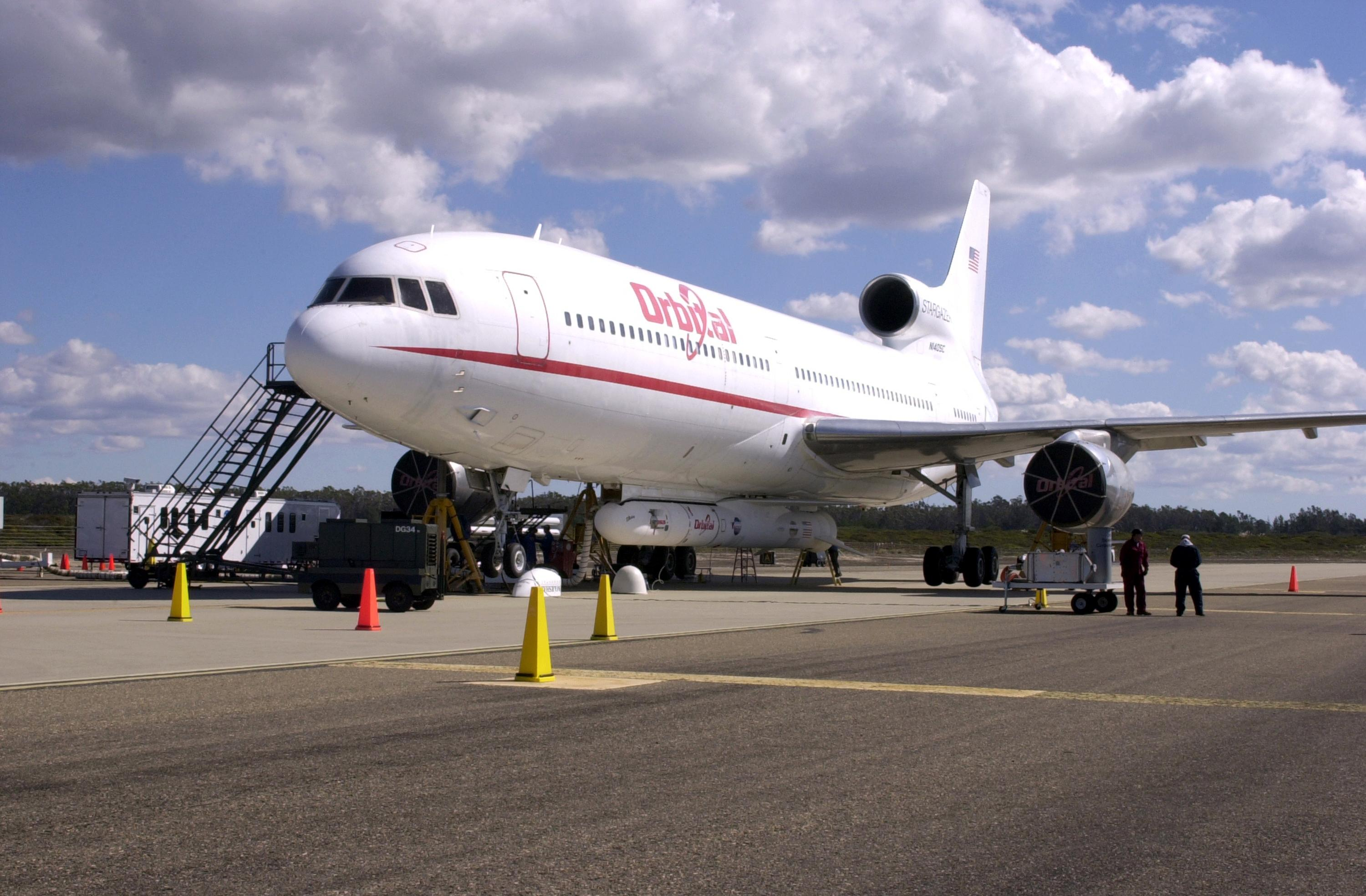
DART космічний корабель та Пегас (ракета-носій)прикріплені знизу літака L-1011 компанії Orbital

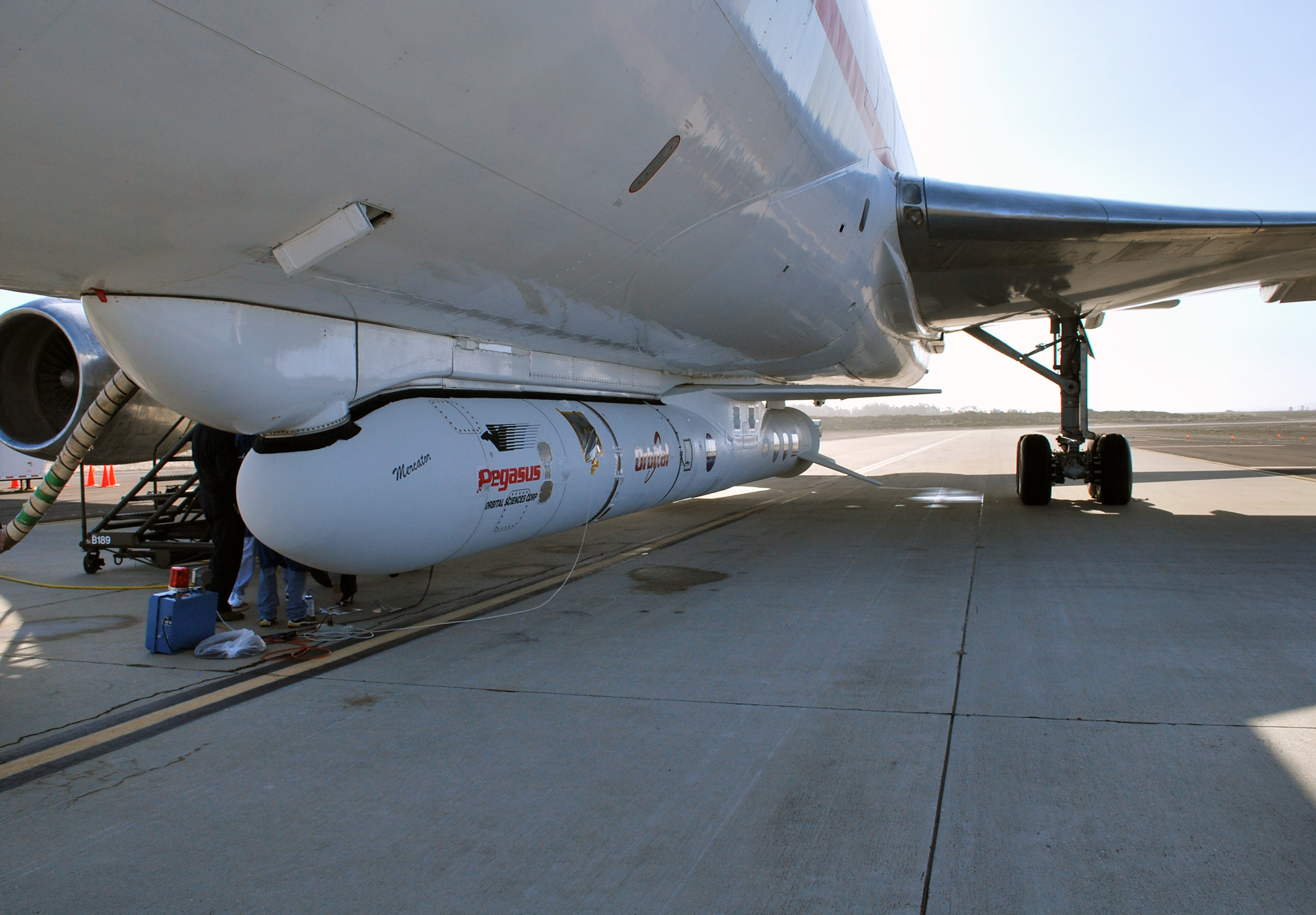
Ракета Pegasus XL прикріплена знизу літака-носія Lockheed L-1011

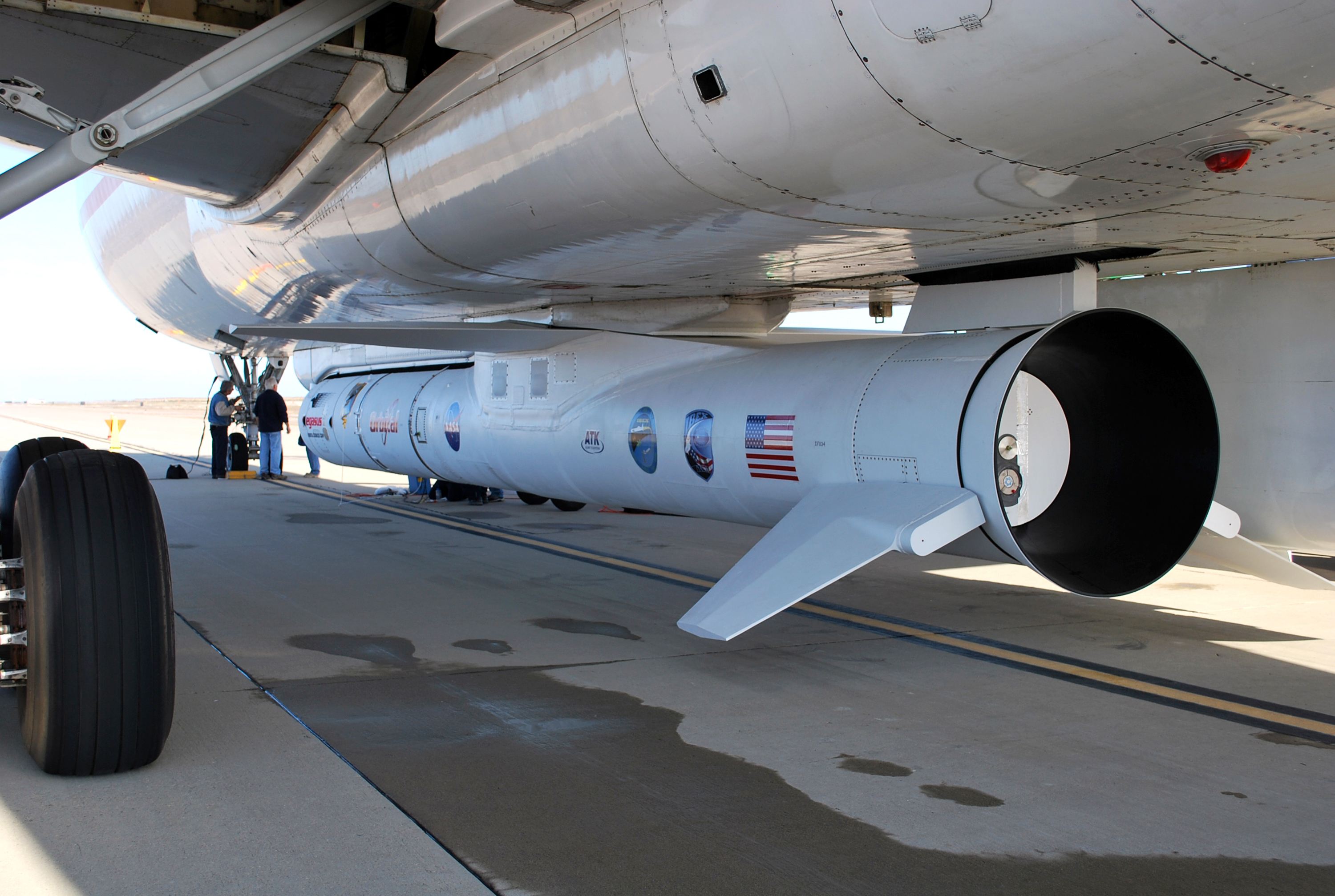
Ракета Pegasus XL прикріплена знизу літака-носія Lockheed L-1011(вид ззаду)

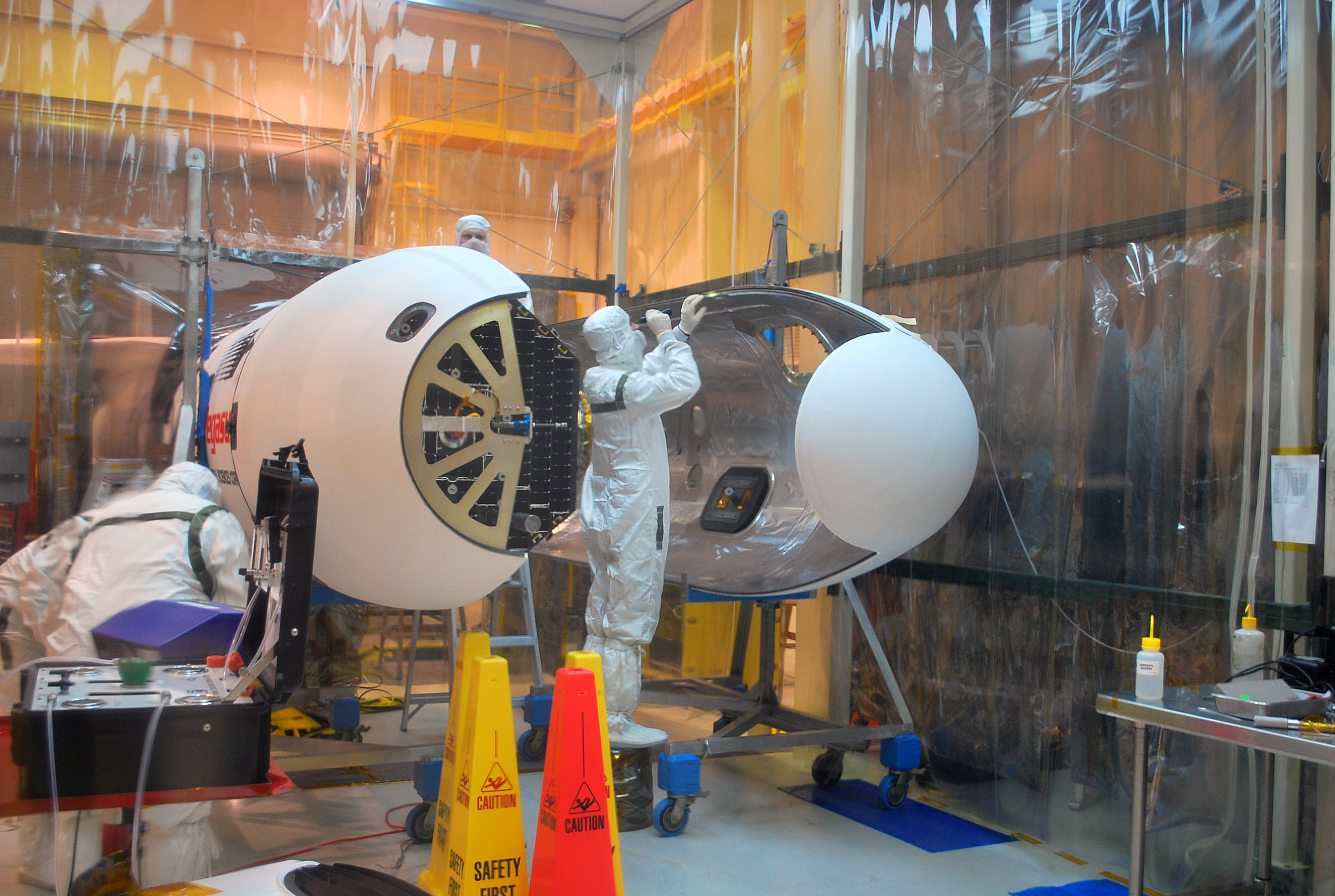
Приготування для запуску Pegasus XL яка несе космічний корабель НАСА Interstellar Boundary Explorer (IBEX).

Розроблена корпорацією Orbital Sciences Corporation. Старт проводиться за допомогою літака L-1011 фірми Lockheed Corporation, спеціально для цього обладнаного. Відділяння ракети від літака-носія відбувається на висоті 12 км. Маса носія − 18 500 кг (Pegasus), 23 130 кг (Pegasus XL), розмах крил становить 6,7 м. Маса корисного вантажу, який виводиться на низьку навколоземну орбіту носієм «Пегас» — до 443 кг (діаметром до 1.18 м і висотою 2.13 м). Вартість запуску (на 2017 рік) — 40 млн доларів США. З 1990 по 2008 проведено всього 40 запусків носія «Пегас» з виведенням на орбіту штучних супутників, з них невдалими були 3 запуски.
Основну тягу двигуна створюють три основні ступені ракети, які працюють на твердому паливі. У варіанті Pegasus HAPS доповнена блоком маневрування, що працює на гідразині.
Літак-носій забезпечує можливість запуску з будь-якої точки, на відміну від фіксованого майданчика. Велика висота запуску та старт з крилатого польоту дозволяє ракеті уникнути польоту у щільних шарах атмосфери, де вимагалися б більші ракети-носії з більшою кількістю палива, щоб подолати опір повітря та гравітацію.

## Програма Пегас
Спеціально для ракети-носія Пегас було розроблено три твердопаливних двигуна Orion компанією Hercules Aerospace (тепер Alliant Techsystems). Додатково було розроблено крила, хвостове оперення та обтікач вантажного відділення. Більшість деталей Пегаса було спроектовано командою під керівництвом Доктора Антоніо Еліаса. Крило було розроблено Бертом Рутаном.
Компанії Orbital's internal projects, Orbcomm communications constellation та OrbView observation satellites, плюс Orbcomm-derived satellites (платформа «Microstar») були гарантованими клієнтами та додатковим джерелом фінансування. Незабаром після початку розробки надійшло декілька урядових та військових замовлень, якраз після того, як була згорнута програма ракети-носія Скаут.
Перший успішний запуск ракети-носія Пегас відбувся 5 квітня 1990 р. Капітаном літака-носія був льотчик-випробовувач з НАСА колишній астронавт Ґордон Фулертон. Спочатку літаком-носієм служив літак НАСА B-52 Stratofortress NB-008. В 1994 році компанія Orbital замінила його літаком «Stargazer» L-1011 — перероблений авіалайнер, що колись належав Air Canada. Назва «Stargazer» (перекладається як звіздар, астроном або мрійник, дослівно споглядач зірок) є внутрішньо-корпоративним жартом — в серіалі Зоряний шлях: Наступне покоління, персонаж Жан-Люк Пікар був капітаном корабля, який називався Stargazer ще до подій, які описані в цих серіях, а його перший помічник капітана Вільям Райкер одного разу швартував на борт корабель під назвою Пегас.
Пегас XL був введений в 1994 році та мав подовжені ступені для збільшення корисної вантажопідйомності. В Пегасі XL, перша та друга ступінь були подовжені за рахунок встановлення нових двигунів Orion 50SXL та Orion 50XL Відповідно. Решта ступенів незмінні, управління польотом таке саме. Крило трошки посилене щоб витримати більшу вагу. Стандартний Пегас більше не запускали, а Пегас XL до тепер виробляється.
Можливий запуск двох корисних вантажів за допомогою контейнера, який містить в собі нижній космічний апарат, а на контейнері зверху монтується верхній космічний апарат. Спочатку відстиковується верхній космічний апарат, відкривається контейнер і тоді нижній космічний апарат відстиковується від перехідника третього ступеня. Оскільки обтікач не змінився з мотивів збереження аеродинаміки, то кожен з двох вантажів повинен бути відносно компактними.
За роботу в розробці ракети команду Пегасу на чолі з доктором Антоніо Еліасом 1991 року було нагороджено президентом США Джорджем Бушем старшим Національною медаллю в сфері технологій.
Початкова ціна за старт була оголошена в розмірі 6 млн дол. США не враховуючи додаткових опцій або HAPS (Hydrazine Auxiliary Propulsion System (Гідразинова система додаткової тяги)) маневровий ступінь. Зі збільшенням Пегасу XL зросла і ціна. В той же час було введено багато вдосконалень на виправлення помилок ранніх запусків, які потребували грошей. Крім того клієнти як правило отримують додаткові послуги як додаткові тестування, розробка та аналіз, та підтримка пускового обчислювального центру. Вартість пакету послуг щодо запуску тоді в цілому приблизно становить 30 млн дол. США. Деякі клієнти також замовляють польотне програмне забезпечення для космічних апаратів, аж до замовлення повністю діючого космічного апарата такого як Microstar. Такі пакети можуть коштувати значно більше.
За вартістю запуску кілограма корисного вантажу Пегас є одним з найдорожчих ракет-носіїв, проте для багатьох малих супутників бажано бути основним вантажем і виводитись на бажану орбіту, на відміну від другорядних вантажів, які виводяться на компромісні орбіти. Наприклад, Пегасом, запущеним з екваторіальних пускових точок, можна вивести космічний апарат на орбіту уникаючи Південно-атлантичну аномалію (область високої радіації над півднем Атлантичного океану), що є дуже бажаним для більшості наукових космічних апаратів.

## Характеристика запусків
При запуску Пегасу літак-носій злітає зі злітної смуги, яка має обладнання супроводу і вимірювання. Перелік таких злітних смуг включає в себе: Космічний центр імені Кеннеді / База ВПС США на мисі Канаверал, Флорида; База Ванденберг та Драйденський центр льотних досліджень, Каліфорнія; Випробувальний центр на острові Воллопс, Вірджинія; Атол Кваджалейн (Меншикова) в Тихому океані, та Канарські острови в Атлантиці. Компанія Orbital пропонує запуски з Алкантара Бразилія, але покищо не відомо про зацікавлення замовників. Можливості космодрому Алкантара є більш ніж достатніми в порівняннями з іншими космодромами, хоча вже не є зручним.
Після досягнення завчасно визначеного часу, місця та вектора швидкості літак відстиковує Пегаса. Через 5 секунд вільного падіння перший ступінь запалюється і ракета піднімає ніс. Дельтаподібне крило кутом 45 градусів (конструкція з вуглецевих композитів подвійного клиноподібного профілю) спричиняє підняття носа ракети та забезпечує невелику підйомну силу. Хвостові стабілізатори забезпечують керування польотом з першим ступенем, оскільки двигун Orion 50S не має сопла управління вектором тяги.
Приблизно через 1 хвилину та 17 секунд в двигуні Orion 50S закінчиться паливо. Ракета є на висоті понад 200 тис. футів та має надзвукову швидкість. Перший ступінь відпадає разом з крилом та хвостовими стабілізаторами і запалюється другий ступінь. Orion 50 працює (горить) приблизно 1 хвилину та 18 секунд. Контроль положення ракети здійснюється соплом управління вектором тяги двигуна Orion 50 по двох осях льотної динаміки — по тангажу і рисканню, контроль проти обертання ракети вздовж своєї осі здійснюється азотними малопотужними маневровими двигунами, які розміщені на третьому ступені.
Під час польоту посередині роботи другого ступеня ракета-носій досягає висоти початку вакууму. Обтічник розкривається і відпадає, залишаючи вантаж та третій ступінь відкритим. Після закінчення палива у двигуні другого ступеня конструкція летить по інерції до досягнення зручної точки на траєкторії польоту, залежить від завдання. Потім двигун Orion 50 відкидається і запалюється двигун Orion 38 третього ступеня. Він також має сопло управління вектором тяги доповнене азотними малопотужними маневровими двигунами проти обертання ракети навколо своєї осі. Після приблизно 64 секунд третій ступінь вигорає.
Часом додається ще й четвертий ступінь для досягнення більшої висоти, більшої точності по висоті, або складніших маневрах. HAPS (Hydrazine Auxiliary Propulsion System (Гідразинова система додаткової тяги)) маневровий ступінь є обладнані трьома малопотужними гідразивними маневровими двигунами, які можуть повторно запускатися і заправлені однокомпонентним ракетним паливом. Так само як і у випадку запуску ракетою двох апаратів маневровий ступінь HAPS вміщується в обмежений об'єм призначений для корисного навантаження. Як мінімум в одному випадку космічний апарат був побудований виходячи з розмірів HAPS та залишеного ним вільного місця (космічний апарат DART — Демонстратор технології автономного рандеву)
Управління здійснюється за допомогою 32-бітного комп'ютера та гіростабілізатора. GPS приймач подає додаткову інформацію. Завдяки повітряному старту та підйому крилом алгоритм польоту першого ступеня розробляється на замовлення. Траєкторії другого та третього ступеня польоту є балістичні, і їх програми управління походять з алгоритмів Space Shuttle.

## Літак-носій
Може здатися на перший погляд, що літак слугує прискорювачем для того, щоб збільшити корисне навантаження.
Дійсно по факту Повітряний старт в основному використовується для зменшення собівартості. 40,000 футів це тільки близько 10 % мінімальної висоти необхідної для виходу на тимчасово стабільну орбіту, та 4 % від висоти в цілому стабільної низької орбіти землі. Авіалайнер сконструйований на швидкість приблизно 0.8 Маха, це близько 3 % орбітальної швидкості.
Єдиною найбільшою причиною відкладання традиційних запусків є погода. Піднімаючи Пегаса на висоту 12 тис. м. він попадає поза межі тропосфери в стратосферу. Традиційна погода є обмежена тропосферою і поперечні вітри на висоті 40 тис. футів є набагато м'якшими. Таким чином вже на висоті Пегас є в основному захищеним від спричинених негодою відстрочок старту, та відповідних витрат . (Негода все ще є фактором під час зльоту, набору висоти та перельоту до стартової точки).
Повітряний старт зменшує витрати на інфраструктуру. Не вимагається вибухостійкого стартового стола, блокгауза або пов'язаного обладнання. Це дозволяє зліт з різноманітних баз, в основному обмежених вимогами корисного вантажу щодо його забезпечення та підготовки. Дальність польоту повітряного судна дозволяє запуск з екватору, що збільшує можливості та є вимогою для орбіт деяких місій (проектів). Запуски з-над океану також зменшує страхові витрати, які часто бувають великими для ракет-носіїв заправлених летким паливом та окислювачем.
Запуск з висоти дозволяє більше, ефективніше, звідси й дешевше сопло першого ступеня. Його коефіцієнт розширення може бути спроектований для низького тиску зовнішнього (обтічного) повітря без ризику розділення потоків та нестабільності при низьковисотному польоті. Висотним соплом збільшеного діаметра було би важко управляти вектором тяги. Та при зменшених бокових вітрах хвостові стабілізатори можуть забезпечити достатню керованість першого ступеня польоту ракети. Це і дозволяє робити фіксованим сопло, що економить гроші і масу на відміну від сопла з шарнірним з'єднанням.
Одноімпульсний запуск має своїм результатом еліптичну орбіту з високим апогеєм та низьким перигеєм. Використання трьох ступенів, плюс інерційний період між роботою другого ступеня та стартом третього дозволяє заокруглити орбіту, переконавшись, що перигей не попадає в земну атмосферу. Якщо запуск Пегаса почався з низької висоти, то інерційний період або тяговий розпорядок ступенів напевно повинен бути зміненим щоб запобігти входження у верхні шари атмосфери після першого витка.
Для запусків, які не починаються з Бази повітряних сил Ванденберґ літак-носій також використовується для перевезення зібраної ракети-носія до місця запуску. Для таких місій корисний вантаж може бути або встановлений на ракету на базі та перевезений ракетою-носієм або бути встановленим на ракету на місці запуску.

## Пов'язані проекти
Компоненти Пегаса також були основою інших ракет-носіїв компанії Orbital Sciences Corporation. Ракета космодромного старту Таурус розміщає ступені Пегасу та більший обтічник зверху на перший ступінь з двигуном Castor 120, який походить від першого ступеня бойової ракети MX LGM-118A Peacekeeper — Миротворець. Перші запуски використовували відновлені перші ступені Миротворця.
Ракета-носій Мінотавр, також космодромного старту, є комбінацією ступенів від Тауруса та бойової ракети Мінітмен, звідси і походить назва. Перші два ступені від бойової ракети LGM-30 "Мінітмен"II, верхніми ступенями є Orion 50XL та 38. Завдяки використанню типових двигунів від бойових ракет Мінотавр використовується для американського уряду або для запуску спонсорованого урядом вантажу.
Третьою ракетою-носієм є продубльована Ракета-носій Мінотавр IV хоча вона і не містила ступенів Мінітмена. Вона складається з відновленої MX LGM-118A Peacekeeper — Миротворець та доданим двигуном Orion 38 як четвертим ступенем.
Літак НАСА Boeing X-43А — безпілотний експериментний гіперзвуковий літальний апарат розганявся першими ступенями Пегаса. Роль верхніх ступенів виконувало повітряне судно з гіперзвуковими прямоточними повітряно-реактивними двигунами. Ступінь Orion розганяв X-43 до його швидкості та висоти запалення і відстиковувався. Після закінчення палива в гіперзвуковому прямоточному повітряно-реактивному двигуні літака та збирання польотної інформації тестові літаки також падали в Тихий океан.

## Історія запусків
Пегас відлітав 40 польотів з 1990 по 2008.

## У кіно
В американському бойовику Захват 2: Темна територія система «Пегас» використовується для знищення захопленого терористами військового супутника зі сейсмічною зброєю.